# Шигеренджа
Шигеренджа — река в России, протекает по территории Сегежского района Карелии. Река впадает в Выгозеро, её длина составляет 19 км.
Правый приток Шигеренджи, река Чёрная, вытекает из озера Чёрного.

## Данные водного реестра
По данным государственного водного реестра России относится к Баренцево-Беломорскому бассейновому округу, водохозяйственный участок реки — бассейн озера Выгозеро до Выгозерского гидроузла, без реки Сегежа до Сегозерского гидроузла. Речной бассейн реки — бассейны рек Кольского полуострова и Карелии, впадает в Белое море.
Код объекта в государственном водном реестре — 02020001212102000005622.

## Фотографии
|  |  |